# هانس-یوآخیم هارتنیک
هانس-یوآخیم هارتنیک (انگلیسی: Hans-Joachim Hartnick؛ زادهٔ ۱۲ ژانویهٔ ۱۹۵۵) دوچرخه‌سوار اهل آلمان است.
وی در مسابقات کشوری و بین‌المللی در مجموع برندهٔ ۱ مدال طلا، ۱ مدال نقره، ۱ مدال برنز شده‌است.